# Seweryn Szer

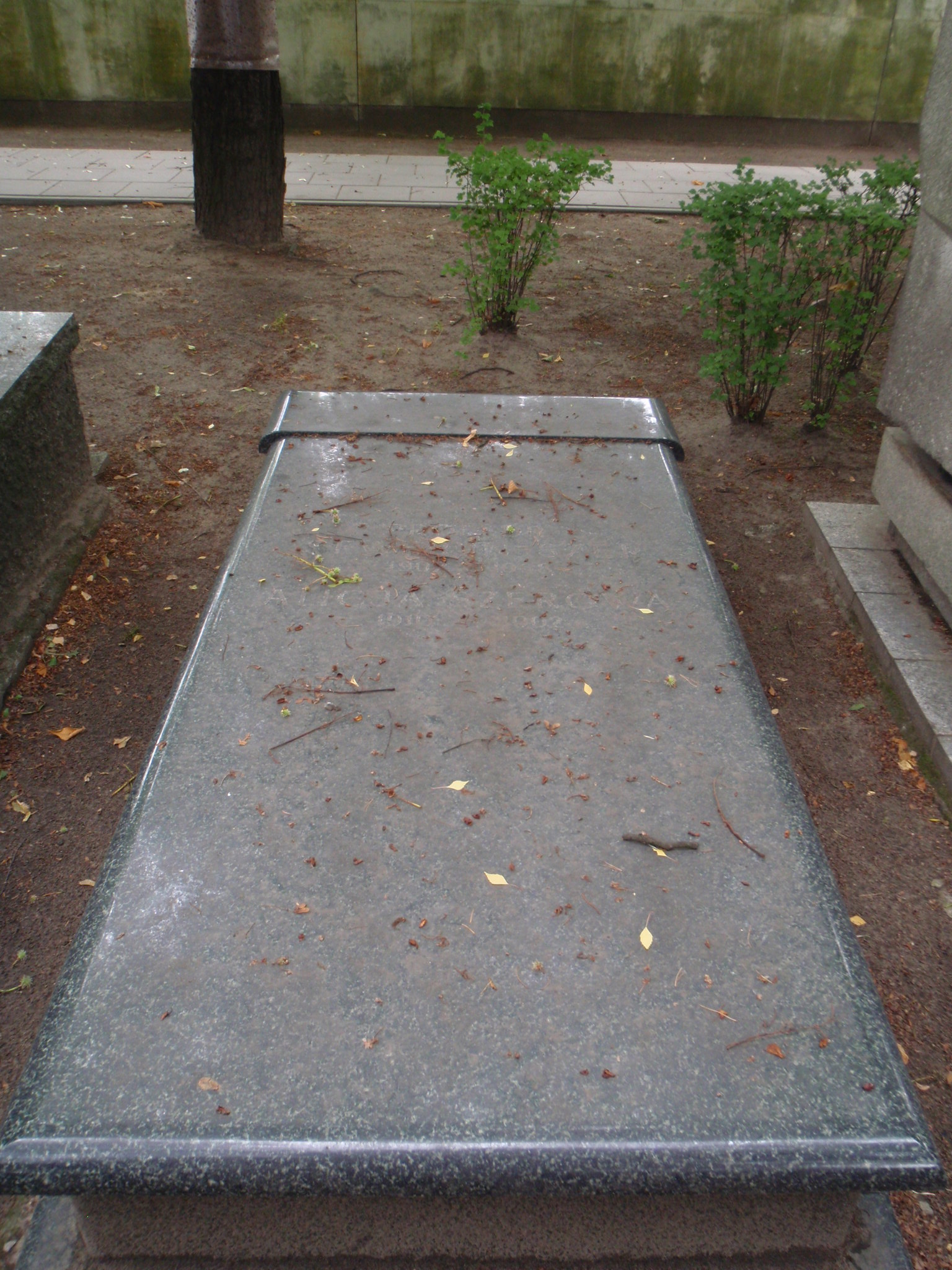
Grób Seweryna Szera na cmentarzu Wojskowym na Powązkach w Warszawie

Seweryn Szer (ur. 25 września 1902 w Warszawie, zm. 7 marca 1968 tamże) – polski prawnik, profesor nauk prawnych, specjalista w zakresie prawa cywilnego.

## Życiorys
Ukończył Gimnazjum im. Tadeusza Reytana w Warszawie (1921) oraz Wydział Prawa i Administracji Uniwersytetu Warszawskiego (1925). Od 1931 był adwokatem w Warszawie. 
W 1947 uzyskał na Uniwersytecie Jagiellońskim stopień doktora nauk prawnych za rozprawę Dowody składowe według polskiego prawa o domach składowych. W tym samym roku został profesorem Akademii Nauk Politycznych. Przez dwa lata był prorektorem tej uczelni. Od 1948 był profesorem nadzwyczajnym na Uniwersytecie Łódzkim, a od 1950 na Uniwersytecie Warszawskim (od 1958 był profesorem zwyczajnym). Od 1954 do 1965 był kierownikiem Katedry Prawa Cywilnego na Wydziale Prawa UW.
Od 1945 do 1953 pracował w Ministerstwie Sprawiedliwości, będąc m.in. wicedyrektorem Departamentu Ustawodawczego. Odegrał znaczną rolę w unifikacji prawa cywilnego po II wojnie światowej. Od 1956 był członkiem Komisji Kodyfikacyjnej, działał w zespołach do spraw prawa cywilnego (przewodniczył zespołowi opracowującemu projekt kodeksu cywilnego), prawa rodzinnego i prawa prywatnego międzynarodowego.
W latach 1948–1953 był sędzią w Izbie Cywilnej Sądu Najwyższego.
W działalności naukowej zajmował się zagadnieniami ogólnymi prawa cywilnego, a także prawem rodzinnym i prawem spółdzielczym. Był propagatorem koncepcji marksistowskich w nauce prawa cywilnego. Napisał kilka podręczników, które były wielokrotnie wznawiane. Był członkiem PPS i PZPR.
Był mężem Alicji z Brokmanów (1910–2002).
Zmarł w Warszawie. Został pochowany na cmentarzu Wojskowym na Powązkach (kwatera C2-4-8).

## Odznaczenia
- Medal 10-lecia Polski Ludowej (14 stycznia 1955)[3]

## Publikacje
- O charakterze prawnym spółki przed jej zarejestrowaniem (1932)
- Prawo hipoteczne (1937)
- Własność spółdzielcza (1960)
- Użytkowanie gruntów państwowych (1962)
- Prawo rodzinne (1966)
- Prawo cywilne – część ogólna (1967)